# 1956年の野球
1956年の野球（1956ねんのやきゅう）では、1956年の野球界における動向をまとめる。

## 競技結果

### 日本プロ野球

#### ペナントレース
| 順位 | 球団             | 勝 | 敗 | 分 | 勝率 | 差   |
| 1位  | 読売ジャイアンツ | 82 | 44 | 4  | .651 | 優勝 |
| 2位  | 大阪タイガース   | 79 | 50 | 1  | .612 | 4.5  |
| 3位  | 中日ドラゴンズ   | 74 | 56 | 0  | .569 | 10.0 |
| 4位  | 国鉄スワローズ   | 61 | 65 | 4  | .484 | 21.0 |
| 5位  | 広島カープ       | 45 | 82 | 3  | .354 | 37.5 |
| 6位  | 大洋ホエールズ   | 43 | 87 | 0  | .331 | 41.0 |

| 順位 | 球団             | 勝 | 敗 | 分 | 勝率 | 差   |
| 1位  | 西鉄ライオンズ   | 96 | 51 | 7  | .653 | 優勝 |
| 2位  | 南海ホークス     | 96 | 52 | 6  | .649 | 0.5  |
| 3位  | 阪急ブレーブス   | 88 | 64 | 2  | .579 | 10.5 |
| 4位  | 毎日オリオンズ   | 84 | 66 | 4  | .560 | 13.5 |
| 5位  | 近鉄パールス     | 68 | 82 | 4  | .453 | 29.5 |
| 6位  | 東映フライヤーズ | 58 | 92 | 4  | .387 | 39.5 |
| 7位  | 大映スターズ     | 57 | 94 | 3  | .377 | 41.0 |
| 8位  | 高橋ユニオンズ   | 52 | 98 | 4  | .347 | 45.5 |

#### 日本シリーズ
| 日付                           | 試合   | ビジター球団（先攻） | スコア | ホーム球団（後攻） | 開催球場   |
| ------------------------------ | ------ | -------------------- | ------ | ------------------ | ---------- |
| 10月10日（水）                 | 第1戦  | 西鉄ライオンズ       | 0 - 4  | 読売ジャイアンツ   | 後楽園球場 |
| 10月11日（木）                 | 第2戦  | 西鉄ライオンズ       | 6 - 3  | 読売ジャイアンツ   | 後楽園球場 |
| 10月12日（金）                 | 移動日 | 移動日               | 移動日 | 移動日             | 移動日     |
| 10月13日（土）                 | 第3戦  | 読売ジャイアンツ     | 4 - 5  | 西鉄ライオンズ     | 平和台球場 |
| 10月14日（日）                 | 第4戦  | 読売ジャイアンツ     | 0 - 4  | 西鉄ライオンズ     | 平和台球場 |
| 10月15日（月）                 | 第5戦  | 読売ジャイアンツ     | 12 - 7 | 西鉄ライオンズ     | 平和台球場 |
| 10月16日（火）                 | 移動日 | 移動日               | 移動日 | 移動日             | 移動日     |
| 10月17日（水）                 | 第6戦  | 西鉄ライオンズ       | 5 - 1  | 読売ジャイアンツ   | 後楽園球場 |
| 優勝：西鉄ライオンズ（初優勝） |        |                      |        |                    |            |

#### 個人タイトル
|                               | セントラル・リーグ | セントラル・リーグ | セントラル・リーグ | パシフィック・リーグ | パシフィック・リーグ | パシフィック・リーグ |
| タイトル                      | 選手               | 球団               | 成績               | 選手                 | 球団                 | 成績                 |
| ----------------------------- | ------------------ | ------------------ | ------------------ | -------------------- | -------------------- | -------------------- |
| 最優秀選手                    | 別所毅彦           | 巨人               |                    | 中西太               | 西鉄                 |                      |
| 最優秀新人                    | 秋山登             | 大洋               |                    | 稲尾和久             | 西鉄                 |                      |
| 沢村栄治賞(セ) 最優秀投手(パ) | 金田正一           | 国鉄               |                    | 島原幸雄             | 西鉄                 |                      |
| 首位打者                      | 与那嶺要           | 巨人               | .338               | 豊田泰光             | 西鉄                 | .325                 |
| 最多本塁打                    | 青田昇             | 大洋               | 25本               | 中西太               | 西鉄                 | 29本                 |
| 最多打点                      | 宮本敏雄           | 巨人               | 69打点             | 中西太               | 西鉄                 | 95打点               |
| 最多盗塁                      | 吉田義男           | 大阪               | 50盗塁             | 河野旭輝             | 阪急                 | 85盗塁               |
| 最多安打                      | 川上哲治           | 巨人               | 160安打            | 佐々木信也           | 高橋                 | 180安打              |
| 最高出塁率                    | 与那嶺要           | 巨人               | .420               | 山内和弘             | 毎日                 | .413                 |
| 最優秀防御率                  | 渡辺省三           | 大阪               | 1.45               | 稲尾和久             | 西鉄                 | 1.06                 |
| 最多勝利                      | 別所毅彦           | 巨人               | 27勝               | 三浦方義             | 大映                 | 29勝                 |
| 最多奪三振                    | 金田正一           | 国鉄               | 316奪三振          | 梶本隆夫             | 阪急                 | 327奪三振            |
| 最高勝率                      | 堀内庄             | 巨人               | .778               | 植村義信             | 毎日                 | .792                 |

#### ベストナイン
|          | セントラル・リーグ | セントラル・リーグ | パシフィック・リーグ | パシフィック・リーグ |
| 守備位置 | 選手               | 球団               | 選手                 | 球団                 |
| -------- | ------------------ | ------------------ | -------------------- | -------------------- |
| 投手     | 別所毅彦           | 巨人               | 梶本隆夫             | 阪急                 |
| 捕手     | 藤尾茂             | 巨人               | 野村克也             | 南海                 |
| 一塁手   | 川上哲治           | 巨人               | 榎本喜八             | 毎日                 |
| 二塁手   | 井上登             | 中日               | 佐々木信也           | 高橋                 |
| 三塁手   | 児玉利一           | 中日               | 中西太               | 西鉄                 |
| 遊撃手   | 吉田義男           | 大阪               | 豊田泰光             | 西鉄                 |
| 外野手   | 与那嶺要           | 巨人               | 山内和弘             | 毎日                 |
| 外野手   | 田宮謙次郎         | 大阪               | 杉山光平             | 南海                 |
| 外野手   | 青田昇             | 大洋               | 戸倉勝城             | 阪急                 |

### 高校野球
- 第28回選抜高等学校野球大会優勝：中京商業（愛知県）
- 第38回全国高等学校野球選手権大会優勝：平安（京都府）

### 大学野球
- 第5回全日本大学野球選手権大会優勝：関西大

- 東京六大学野球連盟優勝 春：早稲田大、秋：慶應義塾大
- 東都大学野球連盟優勝 春：日本大、秋：日本大
- 関西六大学野球連盟優勝 春：関西大、秋：立命館大

### 社会人野球
- 第27回都市対抗野球大会優勝：日本石油

### メジャーリーグ
- ワールドシリーズ
ニューヨーク・ヤンキース（ア・リーグ） （4勝3敗） ブルックリン・ドジャース（ナ・リーグ）

## できごと
- パシフィック・リーグは、日本プロ野球で最多となるシーズン154試合制となった。このうち、佐々木信也、飯田徳治、杉山光平の3選手が154試合出場[2]。

### 3月
- 3月6日 - パ・リーグは畑隆幸の西鉄ライオンズと南海ホークスとの二重契約の問題に関し、「畑投手は西鉄に所属する」という裁定を発表[3]。
- 3月21日
  - プロ野球のセントラル・リーグ、パシフィック・リーグの公式戦が開幕[4]。
  - 南海ホークスの穴吹義雄が大阪球場での対阪急戦で、2対2で迎えた9回裏の先頭打者で新人では史上初の開幕戦でサヨナラ本塁打を打つ。
- 3月25日 - 読売ジャイアンツの樋笠一夫が後楽園球場での対中日ドラゴンズ戦ダブルヘッダー第2試合の3回戦の0対3で迎えた9回裏1死満塁の場面で代打で起用され、史上初の代打サヨナラ逆転満塁本塁打を打つ[5][6]。
- 3月27日 - 大阪の小山正明が対広島4回戦で、プロ野球タイ記録となる初回先頭打者から7者連続三振[7]。

### 4月
- 4月9日 - 選抜高等学校野球大会の決勝戦が午後2時1分より阪神甲子園球場において行われ、愛知県の中京商業が岐阜県の岐阜商に4対0で勝利して、18年ぶり2度目の優勝を達成[8]。
- 4月10日 - 南海の円子宏が大阪球場での対毎日1回戦で49打席無安打のプロ野球記録[9]。
- 4月19日 - 東映フライヤーズの岩本義行が対大映スターズ戦でNPB史上初の40代（44歳1カ月）でのサヨナラ本塁打[10]。
- 4月26日 - 飯田で行われた大洋対中日8回戦で大洋が中日に5-2で勝利し、中日戦の連敗を26で止める[11]。

### 5月
- 5月2日 - 阪神の選手兼監督の藤村富美男が甲子園球場での対大洋6回戦の八回裏に代打で出場し、プロ通算1500試合出場を達成[12]。
- 5月3日 - 国鉄スワローズの大脇照夫が中日球場での対中日戦ダブルヘッダー第2試合の9回戦に先発し、ノーヒットノーランを達成[13]。
- 5月6日 - 大洋の青田昇が川崎球場での対広島戦ダブルヘッダー第1試合の6回戦の8回裏に6号2点本塁打、第二試合の9回戦の第1打席から第3打席にかけて本塁打を放ち、プロ野球新記録の4打席連続本塁打を記録[14]。
- 5月9日 - 阪神の金田正泰が川崎球場での対大洋10回戦でプロ通算1500安打を達成[15]。
- 5月12日
  - 阪神甲子園球場での初ナイターとなる阪神対巨人7回戦が行われ、4対1で阪神が勝利[16]。
  - 近鉄の木村勉が奈良での対南海4回戦に出場し、プロ通算1000試合出場を達成[17]。
- 5月19日 - 東映の米川泰夫が駒沢球場での対阪急5回戦に先発し、一回表にロベルト・バルボンから三振を奪い、プロ通算1000奪三振を達成[18]。
- 5月20日 - 広島総合球場での広島対巨人ダブルヘッダーの第二試合が終了し、三塁ベンチに引き上げた巨人選手に対し三塁側のベンチの観客の一部が巨人の選手に対して物を投げつけ、ビール瓶が巨人の木戸美摸の右足に当たり負傷する[19]。
- 5月31日 -巨人の川上哲治が中日球場での対中日11回戦の8回表に中山俊丈から安打を放ち、プロ野球史上初の通算2000安打を達成[20][21]。

### 6月
- 6月2日 - 大映スターズの監督の藤本定義が大映本社に大映社長の永田雅一と球団代表の松浦晋に対し辞任を申し出る[22]。
- 6月5日 - 大映はコーチの松木謙治郎が監督代行となることを発表[23]。
- 6月17日 - 南海の木塚忠助が駒沢球場での対東映9回戦で二回表に安打を放ち、プロ通算1000安打を達成[24]。
- 6月20日 - 川崎球場での南海対高橋9回戦で南海が高橋に4-1で勝利し、球団創設1000勝を達成[25]。
- 6月24日 - 阪神の選手兼監督の藤村富美男が甲子園球場での対広島6回戦の9回裏二死満塁の場面で登場し、巨人の樋笠一夫に次いで2人目の代打逆転サヨナラ満塁本塁打となる4号本塁打を打ち、4-1で阪神の勝利[26]。
- 6月28日 - 甲府で行われた巨人対大洋18回戦は延長18回に及び延長18回裏巨人が南村侑広のサヨナラ適時打で8-7で勝利[27]。

### 7月
- 7月8日 - 第4回参議院議員通常選挙において白木義一郎が当選。日本プロ野球出身者として初の国会議員となる。
- 7月14日
  - 西鉄の日比野武が大阪球場での対近鉄戦16回戦の三回表に安打を打ち、プロ通算1000安打を達成[28]。
  - 【MLB】ボストン・レッドソックスのメル・パーネルがフェンウェイ・パークでの対シカゴ・ホワイトソックス戦に先発しノーヒットノーランを達成、スコアは4対0[29]。
- 7月15日 - 南海の飯田徳治が後楽園球場での対毎日11回戦に出場し、1000試合連続出場を達成[30]。
- 7月18日 - 南海の木塚忠助が大阪球場での対西鉄10回戦に出場し、プロ通算1000試合出場を達成[31]。
- 7月29日
  - 大洋の青田昇が中日球場での対中日13回戦の一回表に17号本塁打を打ち、阪神の藤村富美男が持つプロ野球通算本塁打記録を更新する通算225号本塁打となる[32]。
  - 南海の飯田徳治が川崎球場での対高橋13回戦に出場し、阪神の藤村富美男が持つ連続試合出場の記録を更新する1015試合連続出場[33]。

### 8月
- 8月4日 - 巨人の岩本尭が川崎球場での対大洋19回戦の四回、五回、六回表と3イニング連続で3，4，5号本塁打を打つ[34]。
- 8月5日 - 第27回都市対抗野球大会の決勝戦が午後7時2分から後楽園球場で行われ、横浜市代表の日本石油が東京代表の熊谷組に3対2で勝利し、初優勝を達成[35]。
- 8月20日 - 全国高等学校野球選手権大会の決勝戦が行われ、京都府の平安が岐阜県の岐阜商に3対2で勝利し、1948年（第33回）以来5年ぶり3度目の優勝を達成。
- 8月23日 - 中日の西沢道夫は川崎球場での対大洋ダブルヘッダー第2試合の16回戦の4回表に二塁打を放ちプロ通算1500安打を、また6回に5号本塁打を放ち、プロ通算200本塁打を達成[36]。

### 9月
- 9月2日 - 高橋の飯尾為男が川崎球場での対西鉄18回戦に先発も敗戦投手で今季15敗目となり、パ・リーグ新記録となる12連敗[37]。
- 9月14日 - 中日の西沢道夫が川崎球場での対大洋20回戦に出場し、プロ通算1500試合出場を達成[38]。
- 9月19日
  - 国鉄の宮地惟友が石川県営兼六園野球場での対広島ダブルヘッダー第二試合の24回戦に先発し、プロ野球史上3人目の完全試合を達成[39]。
  - 阪急の河野旭輝が西宮球場での対毎日20回戦の二回裏に二盗、三盗を決め、南海の木塚忠助の持つシーズン最多盗塁78を更新する79盗塁[40]。
- 9月23日 - 巨人は広島球場での対広島戦ダブルヘッダー24、25回戦に6対2、3対2で連勝し、2年連続5度目のセ・リーグ優勝が決定[41]。
- 9月30日 - 【MLB】ブルックリン・ドジャースがピッツバーグ・パイレーツに8対6で勝利し、ナ・リーグ優勝が決定[42]。

### 10月
- 10月6日 - 西鉄が後楽園球場での対阪急21回戦に7対1で勝利し、西鉄の2年ぶり2度目のパ・リーグ優勝が決定[43]。
- 10月7日 - セ・リーグは全日程を終了[44]。
- 10月8日 - 大毎オリオンズの山内和弘が日本新記録となるシーズン47二塁打を達成[45]
- 10月8日 - 【MLB】ワールドシリーズの第5戦(ヤンキー・スタジアム)、ニューヨーク・ヤンキース対ブルックリン・ドジャースにおいて、ヤンキースのドン・ラーセンがワールドシリーズ史上初の完全試合を記録、スコアは2対0[46]。
- 10月10日 - 【MLB】ワールドシリーズの第7戦がエベッツ・フィールドにおいて行われ、アメリカンリーグのニューヨーク・ヤンキースがナショナルリーグのブルックリン・ドジャースに9対0で勝利し、4勝3敗で3年ぶり17度目のワールドシリーズ優勝を達成[47]。
- 10月17日 - 日本シリーズの第6戦が後楽園球場で行われ、西鉄が巨人に5対1で勝利し、4勝2敗で球団創設以来初となる日本シリーズ優勝を達成[48]。
- 10月18日 - ブルックリン・ドジャースが午後3時半羽田空港着のパン・アメリカン航空機で日本到着[49]。

### 11月
- 11月11日 - 大阪の一部選手が、藤村監督退陣を要求する（ 藤村排斥事件）。
- 11月19日 - 中日の球団代表の中村三五郎が病気療養のため辞任、新代表に平岩治郎が就任[50]。

### 12月
- 12月1日 - 阪急は午後1時半より大阪市北区梅田シルバーグリルにて藤本定義が監督に就任したと発表[51]。
- 12月3日 - 福岡県建築部は福岡市に対し同市が所有する平和台球場の設備を至急改善と、従わない場合は使用禁止とすると勧告[52]。
- 12月4日 - 大阪は代表の戸沢一隆が阪神電鉄本社にて監督の藤村冨美男の留任と、藤村の退陣を要求した選手のうち、金田正泰と真田重蔵と来季の契約を結ぶ意思がないと発表[53]。
- 12月12日 - プロ野球実行委員会が午前11時より東京会館にて行われ、毎年行われるアメリカ・メジャーリーグのチームの招待が多すぎるとして、来年度は中止し主催者の読売新聞社、毎日新聞社に対し1958年度以降は1年おきに招待するよう要望することを決定[54]。
- 12月29日 - パ・リーグは急死した総裁の猪子一到の後任に近鉄社長の佐伯勇が就任すると発表[55]。
- 12月30日 - 大阪は監督の藤村冨美男を巡って対立を続けていた球団側と選手側が大阪市梅田の阪神電鉄本社にて話会いを行い両者は歩み寄りして和解し、午後3時より球団代表、藤村監督、金田の3者が声明文を発表[56]。

## 誕生

### 2月
- 2月6日 - 門田富昭
- 2月15日 - レイ・コージ
- 2月16日 - 中尾孝義
- 2月21日 - 佐藤清
- 2月24日 - エディ・マレー
- 2月28日 - 慶元秀章

### 3月
- 3月2日 - 藤原仁
- 3月5日 - 山本隆造（+ 2012年）
- 3月10日 - ランディ・ジョンソン
- 3月12日 - デール・マーフィー

### 4月
- 4月4日 - 中村典夫
- 4月5日 - 藤城和明
- 4月7日 - 谷宏明
- 4月23日 - 豊田誠佑

### 5月
- 5月8日 - 望月卓也
- 5月20日 - 工藤一彦
- 5月21日 - 松井満
- 5月22日 - マーク・ブロハード
- 5月31日 - 角富士夫

### 6月
- 6月20日 - 土居正史
- 6月23日 - 永川英植（+ 1991年）
- 6月24日 - ジョージ・ブコビッチ
- 6月25日 - 原田末記
- 6月26日 - 角盈男
- 6月27日 - 西本聖
- 6月28日 - 李来発（+ 2024年）

### 7月
- 7月5日 - リチャード・ランス
- 7月9日 - ガイ・ホフマン
- 7月10日 - 大川浩
- 7月11日 - 中野誠吾
- 7月24日 - 松沼雅之
- 7月27日 - 松浦正

### 8月
- 8月1日 - 竹本由紀夫
- 8月5日 - 山内孝徳
- 8月9日 - 貝塚博次
- 8月16日 - 岡本圭右
- 8月22日 - ポール・モリター
- 8月24日 - トニー・バナザード

### 9月
- 9月9日 - 村上之宏
- 9月10日 - 増本宏
- 9月11日 - 鈴木弘規
- 9月14日 - レスリー・フィルキンス
- 9月15日 - ジョン・パセラ
- 9月22日 - 石毛宏典

### 10月
- 10月1日 - バンス・ロー
- 10月2日 - ジェフ・ドイル
- 10月5日 - 郭源治
- 10月11日 - 渡辺長助（+ 2011年）
- 10月13日 - アンディ・ビーン
- 10月15日 - 吉本博
- 10月22日 - スティーブン・ラム

### 11月
- 11月1日 - 今井譲二
- 11月6日 - 土屋正勝
- 11月10日 - 高橋三千丈
- 11月26日 - 柿崎幸男
- 11月29日 - 定岡正二

## 死去
- 2月8日 - コニー・マック（* 1862年）
- 12月11日 - 宮武三郎（* 1907年）